# Nora Sneek-Gibbs
Leonora Viola (Nora) Sneek-Gibbs (Sint Eustatius, 22 oktober 1949 - Sint Maarten, 23 mei 2022) was een invloedrijk Statiaans politica en bestuurder. Zij was de eerste vrouw uit Sint Eustatius die toetrad tot de Eilandsraad en tot een kabinet van de Nederlandse Antillen.

## Leven en werk
Nora Gibbs werd geboren op Sint Eustatius maar groeide op in Aruba, waar ze het John Wesley College in San Nicolas bezocht. In 1970 behaalde zij haar mulodiploma; in 1971 begon zij haar carrière bij de marinierskazerne Savaneta in Aruba, waar zij tot 1979 werkte. Vervolgens verhuisde ze naar Nederland, waar ze in Haarlem een opleiding personeelszaken volgde op mbo- en hbo-niveau. Na haar terugkeer naar Sint Eustatius in 1987 ging ze als ambtenaar voor het eilandsbestuur werken. Ze kreeg al snel de leiding over de afdeling Personeelszaken.
In 1991 werd Sneek-Gibbs als eerste vrouw gekozen tot lid van de Eilandsraad van Sint Eustatius, namens de Democratische Partij (DP). Tussen 1992 en 1994 was zij ook gedeputeerde en lid van het bestuurscollege van het eiland, belast met onder meer toerisme en onderwijs.
In 1994 trad zij toe tot het tweede kabinet-Pourier als staatssecretaris voor Constitutionele Zaken van de Nederlandse Antillen, een functie die zij tot 1997 vervulde. Zij was daarmee de eerste vrouw van Sint Eustatius die zitting had in een Antilliaans kabinet. 
Als staatssecretaris was Sneek-Gibbs verantwoordelijk voor dossiers zoals bestuurlijke vernieuwing, natievorming, en het verbeteren van de integriteit in bestuur. Ze was actief betrokken bij het staatskundig referendum van 14 oktober 1994 op de Bovenwindse eilanden. In 1995 presenteerde zij het rapport Make it Work, een model voor een herzien Antilliaans staatsbestel. Tevens richtte zij op 22 augustus 1995 te Fort Amsterdam via landsbesluit de Commissie Natievorming op, met als doel advisering over politieke structuur en maatschappelijke eenheid binnen de Nederlandse Antillen.
Sneek-Gibbs was daarnaast actief binnen tal van maatschappelijke organisaties, waaronder de St. Eustatius Historical Foundation, de Lions Club, de Quota Club en het lokale bibliotheekbestuur.

## Persoonlijk leven en overlijden
Nora Sneek-Gibbs was gehuwd met Koos Sneek, eveneens politicus en ten tijde van haar overlijden lid van de Eilandsraad. Na een periode van herstel van gezondheidsproblemen overleed zij op 23 mei 2022 onverwachts in het Sint Maarten Medisch Centrum.

## Onderscheidingen en eerbetoon
Op een nog onbekende datum werd Sneek-Gibbs benoemd tot Ridder in de Orde van Oranje-Nassau. In 2025 werd een Searach and Rescueschip van de Kustwacht Caribisch Gebied naar haar vernoemd, als eerbetoon aan haar bijdrage aan de ontwikkeling van Sint Eustatius.